# FBI: International
FBI
FBI: Most Wanted FBI: CIA
FBI: International est une série télévisée policière dramatique américaine, créée par Dick Wolf et Derek Haas (en), diffusée entre le 21 septembre 2021 et le 20 mai 2025 aux États-Unis, sur le réseau CBS. Au Québec, la série est diffusée à partir du 3 mars 2022 par la chaîne Séries Plus et en France, par l'offre Paramount+. Il s'agit de la troisième série de la franchise FBI de Dick Wolf.

## Synopsis
La série suit les membres de l'équipe internationale Fly Team du FBI, des agents d'élite basés à Budapest qui localisent et neutralisent les menaces contre les intérêts américains dans le monde entier,. L'équipe est dirigée par Scott Forrester, un agent du FBI dur à cuire, Jamie Kellett, un agent du FBI de carrière et commandant en second, Andre Raines, un agent jeune mais très intelligent spécialisé dans la comptabilité, et Cameron Vo, un expert en interrogatoire qui est le plus récent membre de l'équipe, après avoir été agent de terrain au bureau du FBI de Seattle. L'équipe est assistée par Katrin Jaeger, un agent allemand expérimenté d'Europol qui aide l'équipe à surmonter les barrières politiques et linguistiques.
En plus d'être confrontée à un large éventail de menaces criminelles et terroristes, l'équipe Fly doit également faire face aux défis pratiques et juridiques liés aux opérations dans des juridictions étrangères, allant de partenariats difficiles avec les forces de l'ordre étrangères à des restrictions sur l'utilisation des armes à feu. La saveur internationale de la série est destinée à la juxtaposer à la grande majorité des séries policières procédurales américaines, qui se déroulent presque exclusivement aux États-Unis.

## Distribution

### Acteurs principaux
- Jesse Lee Soffer (VF : Thibaut Belfodil) : Wesley "Wes" Mitchell agent spécial superviseur du FBI et chef de l'équipe chargée des vols internationaux (saison 4)[6]
- Vinessa Vidotto (en) (VF : Caroline Mozzone) : Cameron Vo, agent spécial du FBI, diplômée de West Point, elle est le nouveau membre de l'équipe[7]. Dans la saison 3, elle devient commandant en second de la Fly Team après le départ de Kellett.
- Carter Redwood (VF : Baptiste Marc) : Andre Raines, agent spécial du FBI de l'équipe ayant une formation en comptabilité[7]
- Eva-Jane Willis (en) (VF : Hélène Bizot) : Megan « Smitty » Garretson, agent d'Europol et une vieille connaissance de Forrester chargé de remplacer Jaeger en tant qu'agent de liaison de l'équipe[8] (saisons 2 à 4)
- Christina Wolfe (VF : Charlotte D'Ardalhon) : Amanda Tate, analyste du renseignement de surveillance du FBI recrutée pour diriger la nouvelle équipe d'analystes de la Fly Team (saison 3 et 4)

#### Anciens acteurs principaux
- Luke Kleintank (VF : Thomas Roditi) : Scott Forrester, agent spécial superviseur du FBI et chef de l'équipe chargée des vols internationaux (saisons 1 à 3)[9]
- Heida Reed (VF : Marie Chevalot) : Jamie Kellett, agent spécial du FBI qui est le commandant en second de l'équipe. Elle démissionne plus tard de l'équipe lors de la première de la troisième saison, après avoir accompli beaucoup de choses sur sa liste, tout en révélant également qu'elle retourne aux États-Unis et rejoint le bureau extérieur de Washington, DC (saisons 1 à 3)[10]
- Christiane Paul (VF : Julie Dumas) : Katrin Jaeger, agent multilingue d'Europol, originaire d'Allemagne, qui sert d'agente de liaison pour l'équipe[7] (saison 1)

### Acteurs récurrents et invités
- Greg Hovanessian (VF : Laurent Maurel) : Damian Powell, agent spécial du FBI (saisons 2 et 3)
- Green : Tank est un Schnauzer géant entraîné au Schutzhund et chien de recherche et de sauvetage à la retraite qui obéit aux ordres de Scott Forrester[7].
- Laurent Maurel : Inspecteur Legrand
- Colin Donnell (VF : Olivier Chauvel) : Brian Lange, agent de liaison du FBI auprès de la NSA (saison 3)[11]
- Jay Hayden : Agent Tyler Booth (saison 4)
- Sydney Sainté : Celeste Lee (saison 4)
- Veronica St. Clair : Riley Quinn (saison 4)

### Invités crossovers
- Jeremy Sisto (VF : Maurice Decoster) : Jubal Valentine, assistant SAC au bureau du FBI à New York (FBI) (saison 1, épisodes 1, 2 et 11)
- Missy Peregrym (VF : Stéphanie Hédin) : Maggie Bell, agent spécial du FBI affecté à New York (FBI) (saison 1, épisode 1)
- Zeeko Zaki (VF : Jim Redler) : OA Zidan, agent spécial du FBI à New York (FBI) (saison 1, épisode 1)
- Alana de la Garza (VF : Chantal Baroin) : Isobel Castille, agent spécial chargé du bureau du FBI à New York (FBI) (saison 1, épisodes 1 et 3)
- John Boyd (VF : Yoann Sover) : Stuart Scola, agent spécial du FBI à New York (FBI)
- Julian McMahon (VF : Arnaud Arbessier) : Jess LaCroix, agent spécial superviseur du groupe de travail sur les fugitifs du FBI (FBI : Most Wanted) (saison 1, épisodes 1 et 7)
- Kellan Lutz (VF : Stéphane Pouplard) : Kenny Crosby, agent spécial du groupe de travail sur les fugitifs du FBI (FBI : Most Wanted) (saison 1, épisodes 1)
- Shantel VanSanten (VF : Laura Préjean) : Nina Chase, agent spécial du FBI (FBI : Most Wanted)

## Production

### Développement
Le 12 janvier 2020, il est rapporté que Dick Wolf entretiendrait des conversations avec le président de CBS, Kelly Kahl, au sujet du lancement d'une deuxième série dérivée de FBI, à la suite du succès de la première série dérivée, FBI: Most Wanted. Wolf a déclaré qu'il a toujours envisagé FBI comme une franchise, car elle offre un "trésor infini d'histoires", tandis que Kahl déclare : « Nous parlons toujours à Dick Wolf et il nous soumet toujours des idées et je ne peux rien exclure. » Il est également déclaré que le développement du spin-off proposé devrait commencer à la saison télévisée 2020-21,.
Le 18 février 2021, il est annoncé qu'un deuxième spin-off de FBI intitulé FBI : International est en cours de développement pour la saison télévisée 2021-22. Derek Haas a été annoncé comme showrunner de la série et l'un de ses producteurs exécutifs, aux côtés de Wolf, Peter Jankowski et Arthur Forney. La nouvelle série devrait également commencer par un pilote.
Le 24 mars 2021, CBS a officiellement commandé la série et annoncé qu'elle débuterait dans un épisode croisé de FBI et FBI : Most Wanted, Rick Eid étant également ajouté en tant que producteur exécutif.
Le 9 mai 2022, CBS a renouvelé la série pour une deuxième et une troisième saison. 
Le 9 avril 2024, la série est renouvelée pour une quatrième saison.
Le 4 mars 2025, CBS annule la série après quatre saisons.

### Casting
Le 7 décembre 2023, il a été annoncé que Heida Reed quitterait la série au début de la troisième saison. 
Le 23 avril 2024, il a été annoncé que Luke Kleintank quitterait la série au cours de la troisième saison. Le lendemain, Colin Donnell rejoint le casting en tant qu'invité pour la troisième saison. 
Le 20 juin 2024, il a été annoncé que Jesse Lee Soffer a rejoint le casting en tant que nouveau personnage régulier de la série pour la quatrième saison à venir pour remplacer Luke Kleintank.

### Fiche technique
- Titre original : FBI: International
- Titre québécois : FBI: International
- Réalisation : Dick Wolf et Derek Haas
- Sociétés de production : Wolf Entertainment, CBS Television Studios et Universal Television Group
- Société distribution : NBCUniversal Television Distribution (en) (États-Unis), CBS Television Distribution (en) et CBS Studios International (en)
- Pays d'origine :  États-Unis
- Langue originale : anglais
- Format : couleurs - 35 mm - 1,78:1 - son stéréo
- Genre : Policier
- Durée : 40 minutes
- Déconseillé aux moins de 12 ans / 16 ans

## Épisodes
| Saisons | Saisons | Épisodes | Diffusion originale sur CBS | Diffusion originale sur CBS |
| Saisons | Saisons | Épisodes | Début de saison             | Fin de saison               |
| ------- | ------- | -------- | --------------------------- | --------------------------- |
|         | 1       | 21       | 21 septembre 2021           | 24 mai 2022                 |
|         | 2       | 22       | 20 septembre 2022           | 23 mai 2023                 |
|         | 3       | 13       | 13 février 2024             | 21 mai 2024                 |
|         | 4       | 22       | 15 octobre 2024             | 20 mai 2025                 |

### Première saison (2021-2022)
La première saison est constituée de 21 épisodes.
1. Sauver Sunny (Pilot)
→ crossover avec FBI (saison 4, épisode 1) et FBI: Most Wanted (saison 3, épisode 1)
2. Parole contre parole (The Edge)
3. Pour une poignée de bitcoins (Secrets as Weapons)
4. L'Optimisme américain (American Optimism)
5. L'Âme des échecs (The Soul of Chess)
6. Les Secrets qu'elle détient (The Secrets She Knows)
7. Rien ne s'efface vraiment (Trying to Grab Smoke)
8. La Voix du peuple (Voice of the People)
9. La Ronde des fous (One Kind of Madman)
10. Près du soleil (Close to the Sun)
11. Chew Toy (Chew Toy)
12. Plus d'un million de followers (One Point One Million Followers)
13. Les Liens du sang (Snakes)
14. La Liste (The Kill List)
15. Cavalier seul (Shouldn't Have Left Her)
16. Pari risqué (Left of Boom)
17. Le Sang de la vigne (Uprooting)
18. Eau Trouble (On These Waters)
19. Que La Révolution Commence (Get That Revolution Started)
20. Le Pingouin noir (Black Penguin)
21. Disgrâce (Crestfallen)

### Deuxième saison (2022-2023)
Elle est diffusée du 20 septembre 2022 au 23 mai 2023.
1. Peur sur la ville (Unburdened)
2. Traque sur internet (Don't Say Her Name Again)
3. La couleur de l'argent (Money Is Meaningless)
4. Exfiltration  (Copper Pots and Daggers)
5. Le Plus beau cadeau (Yesterday’s Miracle)
6. Un vent d'anarchie (Call it Anarchy)
7. Un menteur invétéré (A Proven Liar)
8. Plus dure sera la chute (Hail Mary)
9. Braquage à grande vitesse  (Wheelman)
10. Le Plus grand cœur du monde (BHITW)
11. Quelqu'un qu'elle connaissait (Someone She Knew)
12. Des fantômes et des ombres (Glimmers and Ghosts)
13. Indéfendable  (Indefensible)
14. Celui qui parle meurt (He Who Speaks Dies)
15. Question de confiance (Trust)
16. Alerte maximale (1 de 3) (Imminent Threat - Part One)
→ Début d'un crossover se poursuivant dans FBI (saison 5, épisode 17) et FBI: Most Wanted (saison 4, épisode 16).
17. La Maîtresse jalouse (Jealous Mistress)
18. Une vie pour une vie (Blood Feud)
19. À deux cents à l'heure (Dead Sprint)
20. La Tradition du secret (A Tradition of Secrets)
21. Meurtre au paradis (Fed to the Sharks)
22. La Traque (Fencing the Mona Lisa)

### Troisième saison (2024)
Cette saison de treize épisodes est diffusée depuis le 13 février 2024.
1. June (June)
2. La Dernière Chance (The Last Stop)
3. Meurtre à Monaco (Magpie)
4. Comme des Cowboys (Cowboy Behavior)
5. Mort à Petit Feu (Death by Inches)
6. Cocktail Explosif (Fire Starter)
7. Andiamo ! (Andiamo!)
8. Sans concessions (Remove the Compromise)
9. Comme au blackjack (Rules of Blackjack)
10. Quartier Rouge (Red Light)
11. Belfast and Furious (Touts)
12. Un don (Gift)
13. Tuxhorn (Tuxhorn)

### Quatrième saison (2024-2025)
Elle est diffusée depuis le 15 octobre 2024.
1. Tourisme criminel (A Leader, Not a Tourist)
2. Nouveau départ (The Other Hard Part)
3. Enlèvement déroutant (Nothing Sudden About It)
4. La guerre perdue (The Unwinnable War)
5. L'avenir semble lumineux (The Future's Looking Bright)
6. La paie était meilleure (They Paid More)
7. Toucher au cœur (Keen As a Bean)
8. Tu ne t'y attendras pas (You'll Never See It Coming)
9. La saignée (The Kill Floor)
10. Amis ou ennemis ? (Keep Calm and Deliver the Biotoxin)
11. Veritas Fidelis
12. Le sang ne se transforme pas en eau (Blood Doesn't Become Water)
13. Votre tête est mise à prix (You've Been Greenlit)
14. Un lion ailé comme protecteur (A Winged Lion for Protection)
15. Leur Vœu sera peut-être exaucé (They May Get Their Wish)
16. Petite Ange (Little Angel)
17. Mort en 2 temps (Dead Dead)
18. Loup Solitaire (Lone Wolf)
19. De drones et de diamants (Flinch Now and It's Over)
20. L'échange (We're Out of Here)
21. Herbivore Man
22. Gaijin

## Crossovers
Depuis le lancement de la série, plusieurs acteurs de FBI et FBI: Most Wanted apparaissent dans la série.

## Audience
Le pilote de la série a réalisée une audience de 6,43 millions de téléspectateurs ce qui réalise la plus grosse audience de la série.
La pire audience historique de la série est le treizième épisode de la deuxième saison, qui réalise une audience de 5,22 millions de téléspectateurs.
- La première saison a été vue par une moyenne de 8,23 millions de téléspectateurs ce qui place la série au 16e rang des séries télévisées les plus vues à J+7 aux États-Unis[24].
- La deuxième saison a été vue par une moyenne de 7,74 millions de téléspectateurs ce qui place la série au 15e rang des séries télévisées les plus vues à J+7 aux États-Unis[25].